# Mariannette Miller-Meeks

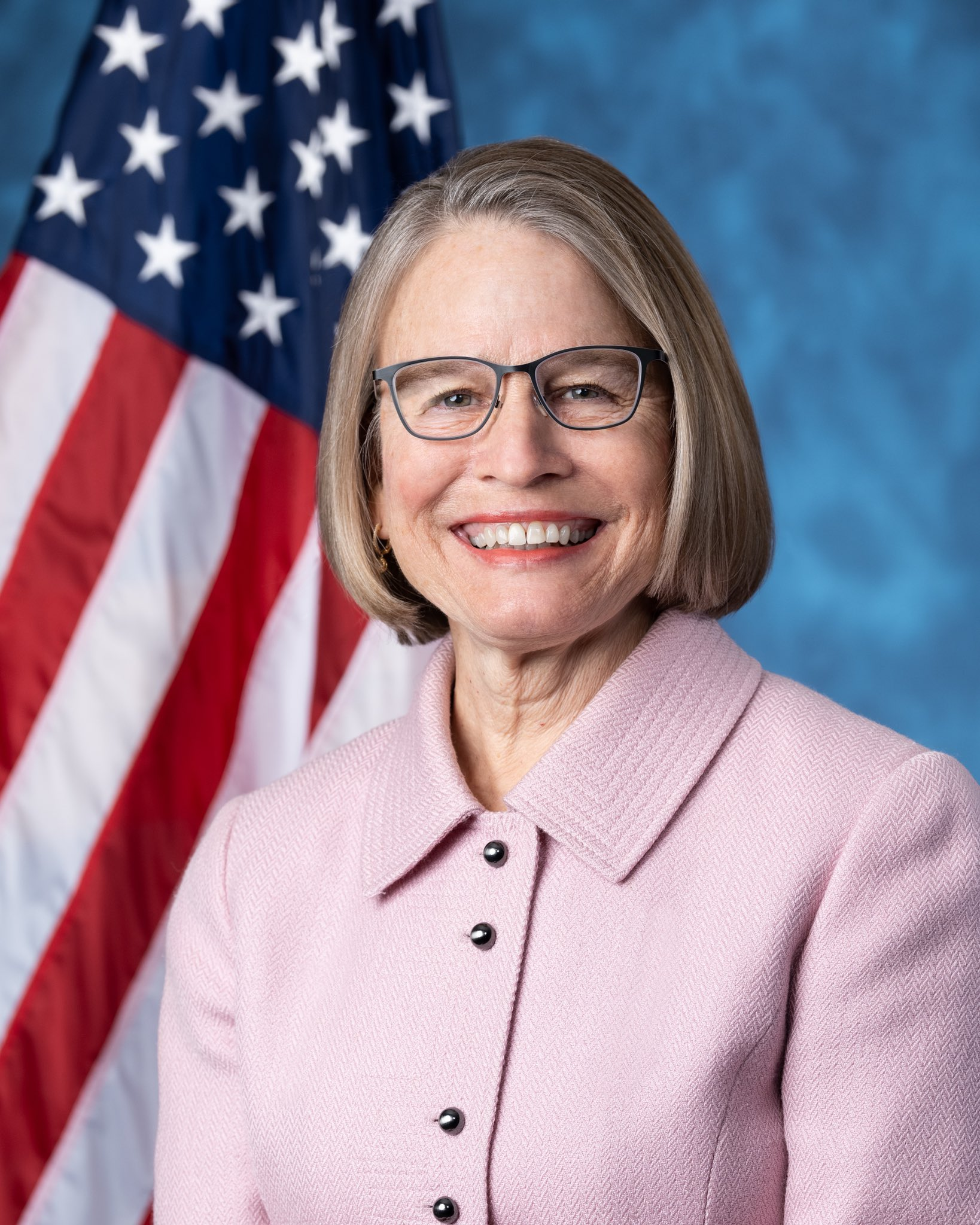
Mariannette Miller-Meeks (2020)

Mariannette Jane Miller-Meeks (geb. Miller; * 6. September 1955 in Herlong, Kalifornien) ist eine US-amerikanische Augenärztin und Politikerin der Republikanischen Partei. Ab Januar 2021 vertrat sie den zweiten Distrikt des Bundesstaats Iowa im Repräsentantenhaus der Vereinigten Staaten und seit Januar 2023 vertritt Miller-Meeks den 1. Wahlbezirk. Davor war sie von 2019 bis 2021 Mitglied im Senat von Iowa.

## Leben
Mariannette Miller-Meeks wurde in Herlong im Norden der Sierra Nevada geboren. Nach der Schule meldete sie sich bei der United States Army, machte dort eine Ausbildung zur Krankenschwester und war nach Abschluss ihres Studiums als Ärztin bei der United States Army Reserve tätig. Miller-Meeks studierte Medizin an der Texas Christian University, wo sie 1976 den Bachelorabschluss erlangte. Vier Jahre später erlangte sie den akademischen Grad Master of Science an der University of Southern California und 1986 promovierte sie als Doktor der Medizin an der University of Texas at San Antonio. Von 1991 bis 1994 war Miller-Meeks Gastdozentin an der University of Michigan und anschließend bis 1997 an der University of Iowa. Von 1997 bis 2008 praktizierte Mariannette Miller-Meeks als selbstständige Augenärztin in ihrem Wohnort Ottumwa, Iowa.
Mariannette Miller-Meeks ist verheiratet und hat zwei Kinder.

## Politik
Im Jahr 2008 trat sie als Kandidatin der Wahl zum Repräsentantenhaus der Vereinigten Staaten an, jedoch unterlag sie bei der Wahl gegen den Demokraten David Wayne Loebsack . Von 2010 bis 2013 war sie Präsidentin des Iowa Department of Public Health. Auch bei den Repräsentantenhauswahlen 2010 und 2014 konnte Miller-Meeks sich nicht gegen Loebsack durchsetzen. Nach der Ankündigung von Mark Chelgren, nicht mehr für seinen Sitz im Senat von Iowa kandidieren zu wollen, gab Miller-Meeks ihre Kandidatur bekannt. Sie setzte sich bei der Wahl gegen Mary Stewart durch und wurde am 14. Januar 2019 im Senat vereidigt.
Im Oktober 2019 gab Mariannette Miller-Meeks ihre vierte Kandidatur für die Wahl zum Repräsentantenhaus der Vereinigten Staaten im folgenden Jahr bekannt. Sie wurde in der Vorwahl der Republikaner im Juni 2020 als Kandidatin der Partei ausgewählt und setzte sich bei der Wahl am 3. November 2020 gegen die Demokratin Rita Hart durch. Der Wahlausgang in dem Kongresswahlbezirk war der knappste seit 36 Jahren, nach dem Ergebnis der zweiten Auszählung erhielt Miller-Meeks nur sechs Stimmen mehr als Hart. Rita Hart legte Beschwerde gegen das zertifizierte Wahlergebnis ein, da nach ihren Angaben mindestens 22 Stimmzettel nicht gezählt worden seien. Am 3. Januar 2021 trat Miller-Meeks ihr Amt zunächst vorläufig an. Am 31. März 2021 zog Rita Hart ihre Wahlanfechtung zurück. Miller-Meeks vertrat damit den Wahlbezirk im Repräsentantenhaus des 117. Kongresses bis zum 3. Januar 2023. Die Primary (Vorwahl) ihrer Partei, nunmehr für den neuzugeschnittenen ersten Distrikt, konnte sie bei der nächsten Wahl 2022 ohne Gegenkandidaten für sich entscheiden. In der Hauptwahl setzte sich Miller-Meeks dann erneut diesmal gegen die Demokratin Christina Bohannan durch.
Die Wahl 2024 im 1. Wahlbezirk Iowas war eine der knappsten in den USA. Miller-Meeks konnte hierbei, erneut nach einer Nachzählung, die Wahl zum Repräsentantenhaus des 119. Kongresses gegen Christina Bohannan mit 50,1 Prozent zu 49,9 Prozent für sich entscheiden.

### Ausschüsse
Miller-Meeks ist aktuell Mitglied in folgenden Ausschüssen des Repräsentantenhauses:
- Committee on Education and Labor
  - Higher Education and Workforce Investment
  - Workforce Protections
- Committee on Homeland Security
  - Emergency Preparedness, Response, and Recovery
  - Transportation and Maritime Security
- Committee on Veterans' Affairs
  - Disability Assistance and Memorial Affairs
  - Health
- Select Subcommittee on the Coronavirus Crisis